# Zwarte draakvis
De zwarte draakvis (Idiacanthus antrostomus) is een straalvinnige vissensoort uit de familie van Stomiidae. De wetenschappelijke naam van de soort is voor het eerst geldig gepubliceerd in 1890 door Gilbert.

## Kenmerken
Deze bizarre, slangvormige diepzeevis heeft een zwart lichaam met een bek vol met vrij lange tanden. Bij het openen en sluiten van zijn bek moeten die worden weggedraaid. De lichaamslengte van het vrouwtje bedraagt 38 cm, dat is 4 keer zoveel als het mannetje. Het gewicht bedraagt maximaal 55 gram. Aan de onderkaak hangt een baarddraad, waaraan zich een beweeglijk lichtorgaan bevindt. Langs de buikzijde staan talrijke fotoforen. De larven hebben langgesteelde ogen en een achter de staart uitstekende ingewandszak.

## Leefwijze
Het voedsel van deze nachtactieve vissen bestaat uit kleine visjes en kreeftachtigen, die worden aangelokt door het beweeglijke lichtorgaan.

## Verspreiding en leefgebied
Deze soort komt voor in de diepere delen van de oostelijke Grote Oceaan.